# Hastings Capot de Feuillide
Pour les autres membres de la famille, voir Famille Capot de Feuillide.
Hastings-François-Louis-Eugène Capot de Feuillide, né le 25 juin 1786 à Londres,, est le fils d'Eliza Hancock et de Jean-François Capot de Feuillide, il est aussi le beau-fils de Henry Austen et le neveu par alliance de l'auteur Jane Austen. Son prénom est un hommage au parrain de sa mère, Warren Hastings, et est l'un des éléments invoqués pour confirmer le fort soupçon que Warren Hastings, premier Gouverneur général des Indes, est en fait le père illégitime de celle-ci.
Son père appartient à la petite noblesse de la province d'Armagnac, capitaine au régiment des dragons de la Reine, il doit une partie de sa fortune à la dot de sa femme, il est guillotiné en 1794. Hastings suivit sa mère en exil à Londres dès 1790.
Hastings est décédé durant l'automne 1801 à Londres, à l'âge de 15 ans.